# بویچتا
بویچتا (به بلغاری: Boycheta) یک منطقهٔ مسکونی در بلغارستان است که در شهرستان گابروو واقع شده‌است.